# 韓雄都
韓雄都（？—17世紀），廣平府曲周縣人，南明軍事人物。

## 生平
韓雄都是路振飛的女婿，諸生出身，在同輩中最講求忠義氣慨，南京淪陷時曾跟隨路振飛保住蘇州西山；之後在淮安、揚州遇上隆武帝，多次獻納忠言得接納。後來他在南直隸偵查敵情，和副總兵王羽、參將王奮武隨同路振飛於太湖起兵，多次擊敗清兵；不久進入福京，獲授職方主事，福京淪陷後回鄉直到去世。

## 引用
1. 1 2  錢海岳《南明史·卷四十·列傳第十六》：南京陷，（路振飛）與韓雄都保蘇州西山。……雄都，曲周人。振飛壻，諸生。忠憤氣誼甲儕輩與紹宗遇淮、揚，頗有獻納。
2. ↑  錢海岳《南明史·卷四十·列傳第十六》：已抵南直偵敵，偕副總兵王羽、參將王奮武從振飛起兵太湖，迭敗清兵。後入福京，授職方主事。福京亡，歸里，卒。